# Pseudohypsoides vadoni
Pseudohypsoides vadoni är en fjärilsart som beskrevs av Pierre E.L. Viette 1960. Pseudohypsoides vadoni ingår i släktet Pseudohypsoides och familjen tandspinnare. Inga underarter finns listade.